# Santa Teresita (Cagayán)
Santa Teresita es un municipio filipino de cuarta categoría perteneciente a  la provincia de Cagayán en la Región Administrativa de Valle del Cagayán, también denominada Región II.

## Geografía
Tiene una extensión superficial de 166.98 km² y según el censo del 2007, contaba con una población de 16.578 habitantes, 17.600  el día primero de mayo de 2010

### Barangayes
Santa Teresita  se divide administrativamente en 13 barangayes o barrios, 12 de  carácter rural y la capital de carácter urbano.
- Alucao
- Buyun
- Centro East (Pob.)
- Centro West
- Dungeg
- Luga
- Masi
- Mision
- Simpatuyo
- Villa
- Aridawen
- Caniogan
- Simbaluca